# تپه دوکینی (کد - ۵۰ H)
تپه دوکینی (کد - ۵۰ H) در شهرستان هرسین، روستای زازرم علیا واقع شده و این اثر در تاریخ ۲۴ فروردین ۱۳۸۲ با شمارهٔ ثبت ۸۱۵۹ به‌عنوان یکی از آثار ملی ایران به ثبت رسیده است.